# Die Motherfucker Die
Die Motherfucker Die — сингл 2009 года бельгийской группы Suicide Commando. Был выпущен на CD лейблами Out Of Line, Metropolis Records, и в цифровом виде для продажи через онлайн-магазины. Записан в мае 2009 года, сведение и мастеринг проведены в июне 2009 года на студии X-Fusion Music Production.

## Список композиций
1. «Die Motherfucker Die» — 6:10
2. «Die Motherfucker Die (Die Twice Remix By Noisuf-X)» — 5:25
3. «Come Down With Me» — 6:18
4. «Die Motherfucker Die (Remixed By C-Lekktor)» — 5:22

## Версии
- Die Motherfucker Die (Out of Line), выпущен 22 сентября 2009[1]
- Die Motherfucker Die (Metropolis Records), выпущен 25 сентября 2009[2]

1. ↑  Discogs.com. Дата обращения: 26 сентября 2009. Архивировано 8 марта 2010 года.
2. ↑  Discogs.com. Дата обращения: 26 сентября 2009. Архивировано 29 апреля 2010 года.